# Маклсфилд
Маклсфилд (енгл. Macclesfield) је град у Уједињеном Краљевству у Енглеској. Према процени из 2007. у граду је живело 52.131 становника.

## Становништво
Према процени, у граду је 2008. живело 52.131 становника.
| 1981.  | 1991.  | 2001.  |
| ------ | ------ | ------ |
| 47.525 | 50.270 | 50.688 |

## Партнерски градови
- Екернферде